# Танковый корпус «Фельдхернхалле»
Танковый корпус «Фельдхеррнхалле» (нем. Panzerkorps Feldherrnhalle) — танковый корпус вермахта.

## История корпуса
Создан 10 октября 1944 года из остатков 4-го армейского корпуса как 4-й танковый корпус (нем. IV. Panzerkorps). Дислоцировался в Будапеште (Венгрия). 27 ноября 1944 года — переименован в танковый корпус «Фельдхернхалле». Использовался в Венгрии, в апреле 1945 года отступил в Австрию, где после капитуляции Германии 8 мая 1945 года сдался американским войскам.

## Состав корпуса

### 4-й танковый корпус
- 1-я танковая дивизия
- 76-я пехотная дивизия
- 2-я танковая дивизия (венгерская, остатки)

### 27 ноября 1944
- Моторизованная дивизия «Фельдхернхалле»
- 13-я танковая дивизия
- Артиллерийское командование FH
- Штаб/пионерский полк FH
- Тяжёлый танковый батальон FH (из 503-го тяжёлого танкового батальона (Тигр))
- 1/,2/Корпусной фузилёрный полк FH (не сформирован)
- Корпусной артиллерийский дивизион (1/104-й и 2/404-й артиллерийский полк)
- 404-й танковый пионерский батальон
- 44-й танковый батальон связи
- 1/,2/Танковый полевой запасной полк FH (не сформирован)
- Войска поддержки танкового корпуса FH
  - Батальон снабжения FH
  - Campaign Battalion FH
  - 404-й медицинский батальон[1]

### Март 1945
- 10-я танковая дивизия СС «Фрундсберг»
- 357-я пехотная дивизия
- 46-я народная пехотная дивизия
- 211-я народная пехотная дивизия (боевая группа)
- 271-я народная пехотная дивизия

## Командующий корпусом
Генерал танковых войск Ульрих Клеман